# SStB – Meidling, Höllenthal und Neunkirchen
Die SStB – Meidling, Höllenthal und Neunkirchen waren Dampflokomotiven der Südlichen Staatsbahn (SStB) Österreich-Ungarns.
Die drei Lokomotiven wurden von der Lokomotivfabrik der WRB 1856 geliefert.
Im Unterschied zu den früher gelieferten Maschinen mit vorderem Drehgestell besaßen diese drei Lokomotiven keine schräg liegenden Zylinder.
Vielmehr waren diese vor dem Drehgestell angeordnet.
Die Lokomotiven dieser Reihe kamen 1858 im Zuge der Privatisierung österreichischer Staatsbahnen zur Südbahngesellschaft, die ihnen zunächst die Nummern 247–249 und die Reihennummer 6 zuwies.
1864 wurden sie umnummeriert und waren nun 249 bis 251.
Im selben Jahr bekamen sie die neue Reihenbezeichnung 12.
Die Ausmusterung erfolgte bis 1890.